# Nieuw-Zeeland op de Olympische Zomerspelen 1928
Nieuw-Zeeland nam deel aan de Olympische Zomerspelen 1928 in Amsterdam, Nederland. De bokser Ted Morgan schreef geschiedenis door de allereerste gouden medaille voor zijn land te winnen.

## Medailleoverzicht
| Sport  | Olympiër   | Discipline  | Medaille |
| ------ | ---------- | ----------- | -------- |
| Boksen | Ted Morgan | -66,7kg (m) | Goud     |

## Deelnemers en resultaten
(m) = mannen, (v) = vrouwen, (g) = gemengd

### Atletiek
| Olympiër          | Discipline             | Resultaat    | Prestatie                                |
| ----------------- | ---------------------- | ------------ | ---------------------------------------- |
| Arthur Porritt    | 100m (m)               | DNS          | serie 13: niet gestart                   |
| Arthur Porritt    | 200m (m)               | DNS          | serie 14: niet gestart                   |
| Wilfrid Kalaugher | 110m horden (m)        | series       | serie 3: 4de                             |
| Wilfrid Kalaugher | hink-stap-springen (m) | 23e          | kwalificatie groep A: 13de met 12,94m    |
| Stan Lay          | speerwerpen (m)        | 7e           | kwalificatie groep B: 2de met 62,89m     |
|                   |                        |              |                                          |
| Norma Wilson      | 100m (v)               | halve finale | serie 8: 2de in 13,0 halve finale 3: 5de |

### Boksen
| Olympiër      | Discipline  | Resultaat | Prestatie |
| ------------- | ----------- | --------- | --- |
| Ted Morgan    | -66,7kg (m) | Goud      | 1ste ronde: vrij 2de ronde: W van SWE Johansson: knock-out kwartfinale: W van ITA Caneva: punten halve finale: W van FRA Galataud: punten finale: W van ARG Landini: punten |
| Alf Cleverley | -79,4kg (m) | 9e        | 1ste ronde: V van GBR Jackson: punten |

### Zwemmen
| Olympiër        | Discipline           | Resultaat    | Prestatie                                    |
| --------------- | -------------------- | ------------ | -------------------------------------------- |
| David Lindsay   | 400m vrije slag (m)  | series       | serie 6: 3de in 5.38,6                       |
| David Lindsay   | 1500m vrije slag (m) | series       | serie 2: 4de                                 |
| Len Moorhouse   | 100m rugslag (m)     | series       | serie 3: 3de in 1.20,4                       |
|                 |                      |              |                                              |
| Kathleen Miller | 100m vrije slag (v)  | halve finale | serie 4: 2de in 1.17,2 halve finale 2: 6de   |
| Ena Stockley    | 100m vrije slag (v)  | halve finale | serie 2: 2de in 1.16,4 halve finale 1: 5de   |
| Kathleen Miller | 400m vrije slag (v)  | halve finale | serie 3: 2de in 6.16,8 halve finale 1: 5de   |
| Ena Stockley    | 100m rugslag (v)     | 7e           | serie 1: 3de in 1.25,4 finale: 7de in 1.24,4 |

Argentinië · Australië · België · Brits-Indië · Bulgarije · Canada · Chili · Cuba · Denemarken · Duitsland · Egypte · Estland · Filipijnen · Finland · Frankrijk · Griekenland · Groot-Brittannië · Haïti · Hongarije · Ierland · Italië · Japan · Joegoslavië · Letland · Litouwen · Luxemburg · Malta · Mexico · Monaco · Nederland · Nieuw-Zeeland · Noorwegen · Oostenrijk · Panama · Polen · Portugal · Roemenië · Spanje · Tsjecho-Slowakije · Turkije · Uruguay · Verenigde Staten · Zuid-Afrika · Zuid-Rhodesië · Zweden · Zwitserland